# Möllenhagen
Möllenhagen település Németországban, Mecklenburg-Elő-Pomeránia tartományban. Lakosainak száma 1616 fő (2023. december 31.).

## Népesség
A település népességének változása:
| Lakosok száma | 1573 | 1525 | 1525 | 1515 | 1543 | 1616 |
|               | 2014 | 2017 | 2019 | 2021 | 2022 | 2023 |